# David Atkins

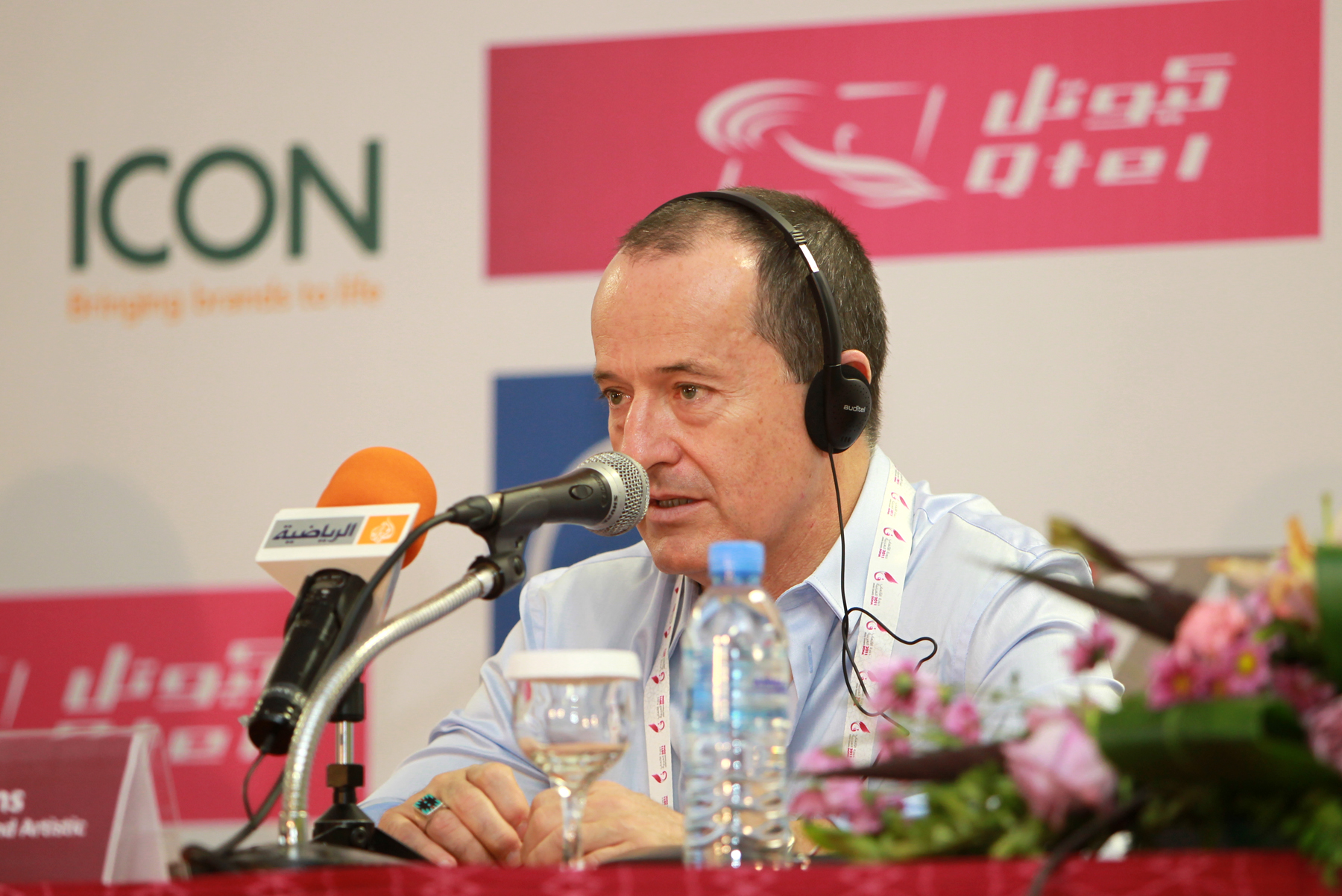
David Atkins

David Atkins (* 12. Dezember 1955 in Sydney, Australien) ist ein australischer Regisseur, Produzent und Choreograf.

## Leben
Im Jahr 1988 wurde Atkins künstlerischer Leiter und Co-Produzent von Bi-Centennial Australia’s Military Tattoo, einer Militärmusik-Show in Australien. Bekannt wurde er als Produzent und künstlerischer Leiter der Eröffnungs- und Abschlussfeier der Olympischen Spiele 2000 in Sydney. Für diese Arbeit wurde Atkins als einziges Mitglied des Organisationsteam der Spiele von Sydney mit dem Goldenen PIN des Internationalen Olympischen Komitees ausgezeichnet.
David Atkins war als Produzent/Künstlerischer Direktor auch für die Eröffnungs- und Abschlussfeier der Olympischen Winterspiele Vancouver 2010 verantwortlich. Diese wurde vom IOC, Kritikern und Zuschauern als die bisher schönste und poetischste Eröffnungsfeier einer Winterolympiade bezeichnet.
Für die Produktion, die Musik und das Licht der Eröffnungsfeier bekam David Atkins je einen Emmy-Award. Für sein kreatives Lebenswerk bekam David Atkins 2010 einen Lifetime Achievement Awards der Australian Event Awards.
2011 war David Atkins Produzent und Künstlerischer Leiter der Eröffnungs- und Abschlussfeier der Rugby-Weltmeisterschaften, die am 9. September 2011 im Eden Park, Auckland/Neuseeland stattfand.
Wenige Tage zuvor, am 4. September 2011 zeigte David Atkins eine Show, mit der er einen Eintrag im Guinness-Buch der Rekorde bekommen wird. Im Auftrag der größten russischen Bank, der Alfabank, gestaltete David Atkins die bisher größte 4D-Lasershow der Welt. Anlass war der 864. Geburtstag Moskaus und der 20. Geburtstag der Alfabank. 300.000 Zuschauer vor Ort und Millionen Zuschauer bei der Fernseh-Liveübertragung sahen das Spektakel.
Das Hauptgebäude des Moskauer Lomonossow-Universität verwandelte sich in eine riesige 4D-Leinwand mit einer Fläche von mehr als 25.000 Quadratmetern. Die Zuschauer wurden auf eine Reise durch verschiedene Länder geschickt. Das MGU-Gebäude verschwand zunächst und wurde stückweise wiederaufgebaut. Auf die Fassade wurde ein riesiges Aquarium, ein Weltraumbahnhof, der Eiffelturm und Big Ben projiziert.
Die Projektoren wurden mit 200 Lastwagen nach Moskau gebracht. Die Lichtstrahlen waren stellenweise 40 Kilometer lang. An dem Universitätsgebäude wurden rund 5000 Feuerwerkskörper befestigt. Auch die technischen Voraussetzungen waren mit 25.500 Quadratmetern Gesamtfläche Projektionsfläche und 81 hallo-Tech-Projektion Einheiten spektakulär.
Mit seiner Produktionsfirma David Atkins Enterprise produzierte er weitere Großveranstaltungen. Dazu gehörten die  Eröffnungs- und Abschlussfeier der Commonwealth Games 2002 in Manchester und Melbourne 2006 und die Eröffnungsfeier der Weltausstellung 2010 in Shanghai. Die  größte Veranstaltung produzierte Atkins 2006 in Doha, Katar zur Eröffnungs- und Abschlussfeier der 15th Asian Games mit 20.000 Darstellern.
2011 kehrte David Atkins nach Doha zurück. Er war Produzent, Regisseur und künstlerischer Leiter der Eröffnungsfeier der 12. Arab Games. Es war die erste Veranstaltung dieser Art in Friedenszeiten in dieser Region.
David Atkins produzierte in Australien und Asien etwa 20 Musicals. Darunter Grease, Chicago, Fame, Hairspray und Cats. Zusammen mit seinem Partner Ignatius Jones war er Co-Produzent beim Arena-Spektakel The Man From Snowy River-Arena Spectacular, nach dem gleichnamigen australischen Spielfilm. David Atkins ist mit der Schauspielerin Sheree da Costa verheiratet. Zusammen haben sie einen Sohn, Tobi Atkins. Er arbeitet im Team seines Vaters und ist in Australien ein bekannter Fernsehschauspieler.

## Auszeichnungen
- Für seine Choreografie beim Musikvideo Sad Songs (Say So Much) von Elton John wurde bei den MTV Video Music Awards 1985 in der Kategorie Video of the Year ausgezeichnet.[2]
- Außerdem wurde er mit dem Green Room Award und den ARIA Awards ausgezeichnet.
- Er ist Preisträger des Olivier Award 1995[3].
- Für seine Verdienste um die australische Kultur wurde Atkins durch Elisabeth II., Königin von Australien, mit dem Order of Australia ausgezeichnet.